# بنك الشرق الأوسط وإفريقيا
بنك الشرق الأوسط وأفريقيا (MEAB Bank)، هو مصرف مالي لبناني. تأسس في العام 1991 من قبل الأخوين حسن وقاسم حجيج. 

يضم المصرف 10 فروع في لبنان وفرعان في العراق.